# Louisburg, Carolina de Nord
Louisburg este un oraș în comitatul Franklin din statul Carolina de Nord al Statelor Unite ale Americii. Populația orașului este, potrivit recensământului din 2010, de 3.359 locuitori. El este localitatea de reședință a comitatului Franklin. Orașul este situat la aproximativ 29 de mile (46 km) nord-est de capitala statului, Raleigh, și se află la aproximativ 31 de mile (50 km) sud de granița cu statul Virginia. Aici funcționează Louisburg College, cel mai vechi colegiu coeducațional de doi ani din Statele Unite ale Americii, și unul din campusurile Vance-Granville Community College.

## Istorie și cultură
Louisburg a fost înființat în anii 1770 și numit în onoarea regelui Ludovic al XVI-lea al Franței, care a ajutat Revoluția Americană în acea perioadă. Aici se află casa natală a autorului Edwin Wiley Fuller, sediul International Whistlers Convention și locul unde a fost realizată ultima spânzurare din Carolina de Nord, descrisă în cartea The Day The Black Rain Fell, de William F. Shelton și James S. Warren. „Black rain” a căzut, de fapt, a căzut în Louisburg în Martie 1900. În Louisburg a locuit guvernatorul statal Thomas W. Bickett.
Louisburg are o bogată istorie a luptei împotriva nedreptăților și inegalității rasiale. În iunie 1965 ziarul și postul de radio local au publicat numele și adresele familiilor afro-americane care aveau membri ce au solicitat să fie înscriși în școlile pentru populația albă din comitatul Franklin. Când a fost întrebat despre scopul acestei acțiuni, omul care a citit numele la postul de radio a declarat că, deși nu era membru al Ku Klux Klan, susținea activitățile lor. Parțial ca urmare a acestei dezvăluiri publice, familiile care doreau integrarea școlilor publice au fost atacate în numeroase rânduri de extremiștii albi, care au tras focuri de armă asupra caselor lor sau au distrus mașinile deținute de familiile de pe acea listă. Mișcarea pentru integrare a continuat în următorii ani, fiind confruntată cu o opoziție violentă. În vara anului 1966 Ku Klux Klanul a ars mai multe cruci în comitatul Franklin, inclusiv una în fața Consiliul de Educație din Louisburg. Un lider afro-american local a afirmat în 1968, după ce s-au tras focuri de armă în casa lui, că locuința lui a fost incendiată o dată și i-au fost lăsate în fața casei mai multe obiecte contondente în ultimii câțiva ani.
Cascine, Cooke House, Dean Farm, Franklin County Training School-Riverside Union School, Fuller House, Green Hill House, Louisburg Historic District, Main Building, Louisburg College, Massenburg Plantation, Person Place, Portridge, Rose Hill, Patty Person Taylor House, Thomas and Lois Wheless House, and Williamson House sunt listate în National Register of Historic Places.

## Geografie
Louisburg este situat la 36°06′01″N 78°17′56″W / 36.100413°N 78.299009°V (36.100413, -78.299009), pe malurile râului Tar.
Potrivit United States Census Bureau, orașul are o suprafață totală de 2,8 mile pătrate (7,3 km2).

## Demografie
Conform recensământului din 2010, orașul conținea 3.359 locuitori, 1.197 de gospodării și 654 de familii. Densitatea populației era de 1.199,6 persoane pe kilometru pătrat (460,1/km2). Structura rasială era următoarea: 47,3% albi, 46,9% afro-americani, 0,3% americani nativi, 0,9% asiatici, 2,9% reprezentanți ai altor rase și 1,7% reprezentanți a două sau mai multe rase. Populația hispanică sau latino formau 5,5% din populație.
Populația orașului era alcătuită astfel în funcție de vârstă: 29,4% sub vârsta de 20 de ani, 10,7% cu vârsta cuprinsă între 20 și 24 de ani, 15,8% cu vârsta cuprinsă între 25 și 44 de ani, 22,7% cu vârsta cuprinsă între 45 și 64 de ani și 21,5% cu vârsta de peste 65 de ani. Vârsta medie a locuitorilor era de 38,2 ani. Raportul bărbați/femei era de 89,8%, iar în cazul populației adulte (peste 18 ani) de 91,3%.
Venitul mediu pentru o gospodărie din oraș era de 27.325 de dolari, iar venitul mediu pentru o familie era de 72.583 de dolari. Bărbații aveau un venit mediu de 49.375 de dolari, în timp ce femeile aveau un venit mediu de 35.104 de dolari. Venitul pe cap de locuitor în oraș era de 18.529 dolari. Aproximativ 15,7% din familii și 23,7% din populație trăiau sub limita sărăciei, inclusiv 27,3% dintre cei sub 18 ani și 19,8% dintre cei cu vârsta de 65 de ani sau mai mult.

### Locuințe
Existau 1.345 de locuințe într-un oraș cu o densitate medie de 480,4 locuitori pe milă pătrată (184,2/km²). 11,0% din locuințe erau neocupate.
Din cele 1.197 de locuințe ocupate în Louisburg, 511 erau locuințe ocupate de proprietari (42,7%) și 686 erau locuințe ocupate de chiriași (57,3%). Rata de neocupare a proprietarilor de case era de 4,7% din numărul total de locuințe, iar rata de neocupare a unităților de închiriat era de 5,5%.

## Climă
Louisburg, fiind situat în estul Carolinei de Nord, are veri lungi, calde și umede, și ierni scurte și ușoare în comparație cu o mare partea restului țării, Căderea zăpezii este o raritate. Timp de 60-90 de zile pe an sunt înregistrate în Louisburg temperaturi de peste 30 °C, potrivit Hărții zonelor fierbinți publicată de American Horticultural Society. Prin comparație, marea majoritate a regiunilor central-vestică și nord-estică are mai puțin de 30 de astfel de zile pe an. Aceste zile fierbinți, combinate cu marea umiditate din partea de sud a țării, au ca efect veri toride. Temperatura medie în timpul zilei este mai mare de 25 °C pe o perioadă de cel puțin 5 luni pe an (din mai până în septembrie).
Temperaturile medii din Louisburg sunt prezentate în tabelul de mai jos:
| Date climatice pentru Louisburg, Carolina de Nord | Date climatice pentru Louisburg, Carolina de Nord | Date climatice pentru Louisburg, Carolina de Nord | Date climatice pentru Louisburg, Carolina de Nord | Date climatice pentru Louisburg, Carolina de Nord | Date climatice pentru Louisburg, Carolina de Nord | Date climatice pentru Louisburg, Carolina de Nord | Date climatice pentru Louisburg, Carolina de Nord | Date climatice pentru Louisburg, Carolina de Nord | Date climatice pentru Louisburg, Carolina de Nord | Date climatice pentru Louisburg, Carolina de Nord | Date climatice pentru Louisburg, Carolina de Nord | Date climatice pentru Louisburg, Carolina de Nord | Date climatice pentru Louisburg, Carolina de Nord |
| Luna                                              | Ian                                               | Feb                                               | Mar                                               | Apr                                               | Mai                                               | Iun                                               | Iul                                               | Aug                                               | Sep                                               | Oct                                               | Nov                                               | Dec                                               | Anual                                             |
| ------------------------------------------------- | ------------------------------------------------- | ------------------------------------------------- | ------------------------------------------------- | ------------------------------------------------- | ------------------------------------------------- | ------------------------------------------------- | ------------------------------------------------- | ------------------------------------------------- | ------------------------------------------------- | ------------------------------------------------- | ------------------------------------------------- | ------------------------------------------------- | ------------------------------------------------- |
| Maxima medie °F (°C)                              | 51 (11)                                           | 55 (13)                                           | 63 (17)                                           | 73 (23)                                           | 79 (26)                                           | 87 (31)                                           | 90 (32)                                           | 89 (32)                                           | 83 (28)                                           | 73 (23)                                           | 64 (18)                                           | 54 (12)                                           | 71,8 (22,1)                                       |
| Minima medie °F (°C)                              | 25 (−4)                                           | 26 (−3)                                           | 34 (1)                                            | 42 (6)                                            | 51 (11)                                           | 60 (16)                                           | 65 (18)                                           | 63 (17)                                           | 56 (13)                                           | 42 (6)                                            | 34 (1)                                            | 27 (−3)                                           | 43,8 (6,5)                                        |
| Precipitații inches (mm)                          | 4.14 (105.2)                                      | 3.52 (89.4)                                       | 4.37 (111)                                        | 3.19 (81)                                         | 4.34 (110.2)                                      | 3.73 (94.7)                                       | 4.48 (113.8)                                      | 5.28 (134.1)                                      | 4.39 (111.5)                                      | 3.66 (93)                                         | 3.27 (83.1)                                       | 3.13 (79.5)                                       | 47,50 (1.206,5)                                   |
| Sursă: Weather.com                                |                                                   |                                                   |                                                   |                                                   |                                                   |                                                   |                                                   |                                                   |                                                   |                                                   |                                                   |                                                   |                                                   |

## Legături externe
- Official Town of Louisburg, NC Website
- Louisburg College
- Tar River Barbecue Festival
- International Whistlers Convention